# Téměř dokonalý zločin
Téměř dokonalý zločin (v anglickém originále The Gift) je americký dramatický film z roku 2000. Režisérem filmu je Sam Raimi. Hlavní role ve filmu ztvárnili Cate Blanchett, Giovanni Ribisi, Keanu Reeves, Katie Holmes a Greg Kinnear.

## Obsazení
| Cate Blanchett  | Annabelle Wilson    |
| Giovanni Ribisi | Buddy Cole          |
| Keanu Reeves    | Donnie Barksdale    |
| Katie Holmes    | Jessica King        |
| Greg Kinnear    | Wayne Collins       |
| Hilary Swank    | Valerie Barksdale   |
| Michael Jeter   | Gerald Weems        |
| Kim Dickens     | Linda               |
| J. K. Simmons   | Pearl Johnson       |
| Danny Elfman    | Tommy Lee Ballard   |
| Rosemary Harris | Annabellina babička |